# Dihammaphora cylindricollis
Dihammaphora cylindricollis là một loài bọ cánh cứng trong họ Cerambycidae.